# 古埃及建築
古埃及建築是指古埃及時期在尼羅河一帶所發展出之具有文明影響力且組織結構多元化的建築風格。目前這些建築有一些被完好的保存了下來，其中較知名的有吉薩金字塔群、獅身人面像、阿布辛拜勒神庙和卡納克神廟等。

## 建築設計

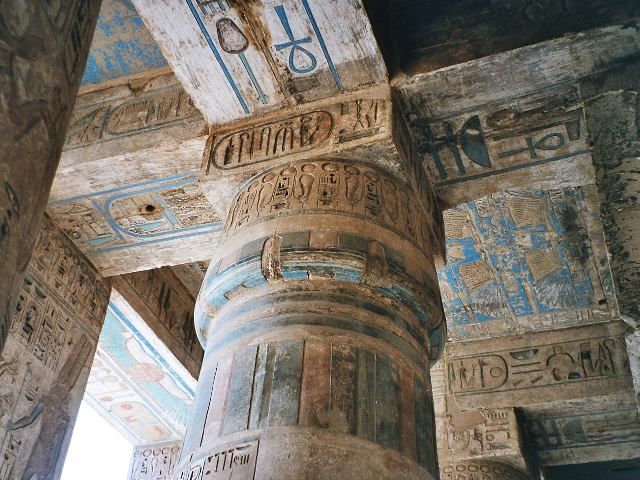
古埃及建築中，牆壁或支柱上常會出現描繪神話、事件的壁畫

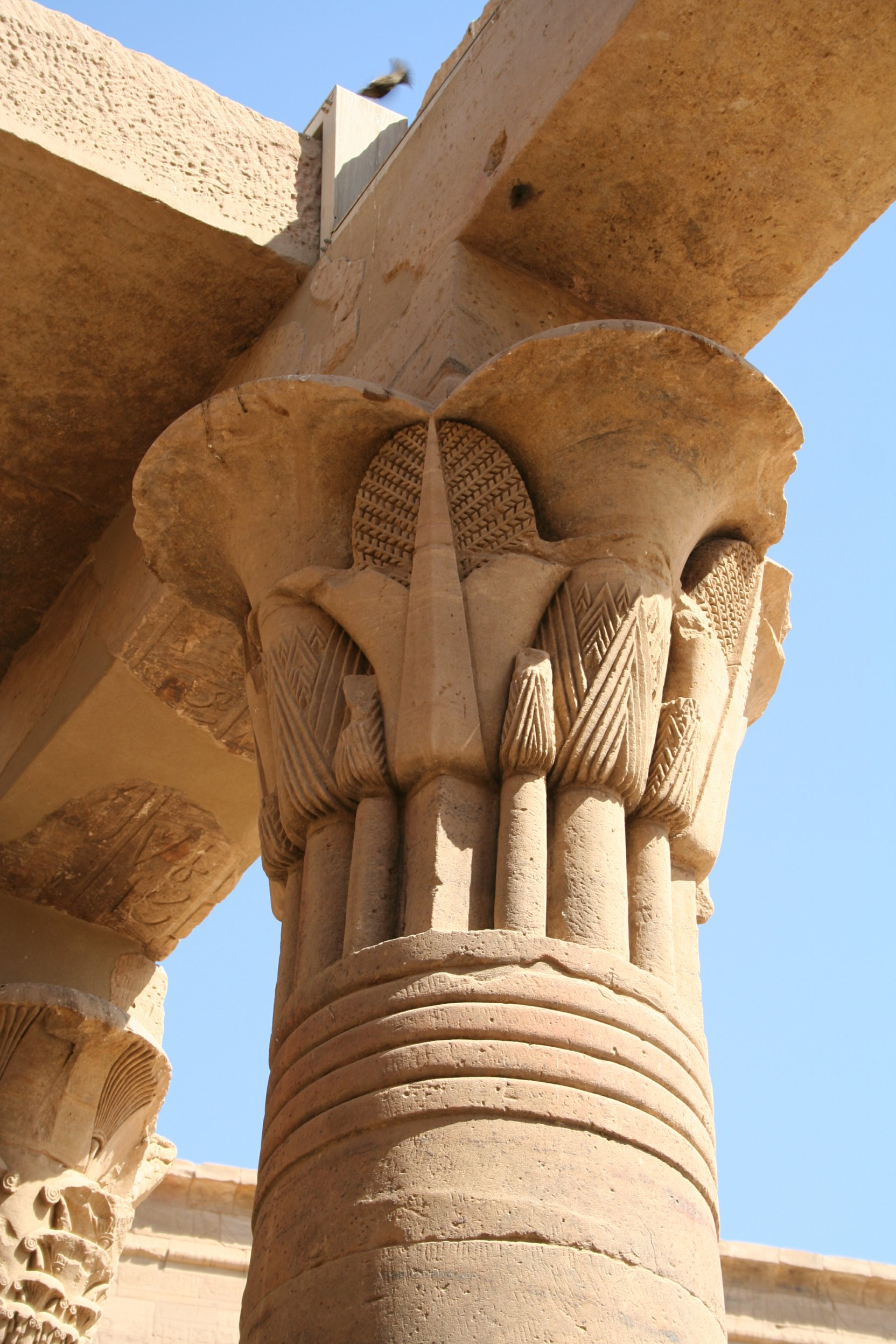
菲萊神廟裡的支柱刻有棕櫚和其他植物的圖案

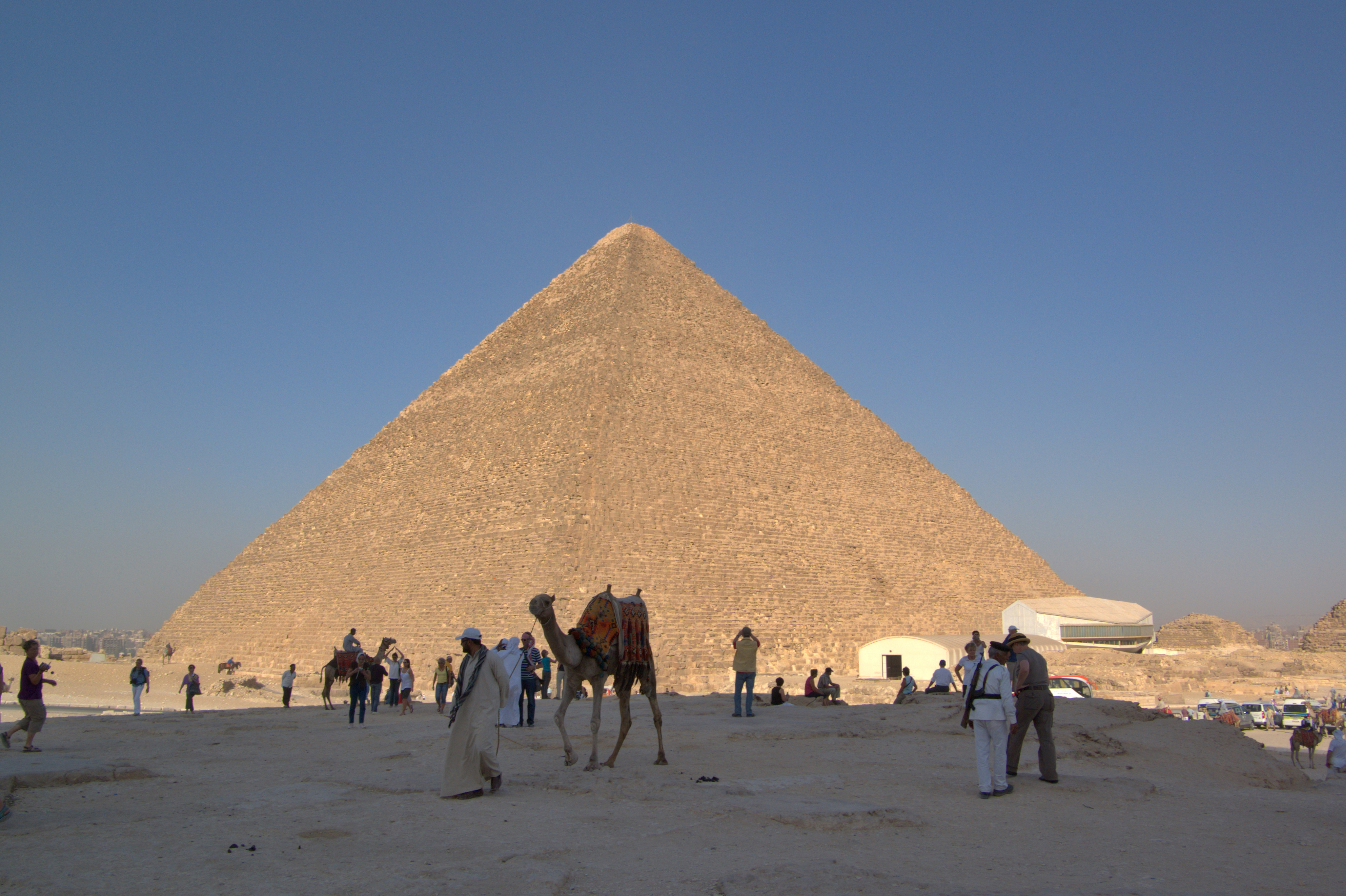
金字塔是常見的古埃及早期陵墓建築之一。圖為胡夫金字塔

由於尼羅河一帶缺少木材， 因此古埃及建築的通常是採用大量的泥磚和石頭建成，且石頭主要是以花崗岩、石灰岩和砂岩為主。 從古王國時期開始，石頭一般用在陵墓和神廟等建築，而泥磚則是用在王室宮殿、城牆、城鎮和神廟旁的附屬建築。
建築用的泥磚之原料主要來自尼羅河沿岸的泥。古埃及人取得泥後，會將泥放入模具中，並置在陽光強烈處來乾燥硬化，最後成為泥磚。
在幾千年間，有許多古埃及的城鎮已經消失，因為它們所在位置接近尼羅河河谷，每當河水氾濫時，一些土坯建成的房屋常會被水沖刷掉。幸運的是，古埃及的乾燥和炎熱讓一些建在高地上的泥磚建築村落、神廟和陵墓保存下來，例如村莊德爾巴拉梅迪納（‎）、小鎮萊紅（‎） 和堡壘巴衡 等。
在古埃及眾多建築中，除了供平民居住用的民房外，有不少都是基於宗教信仰來修建，而其主要之特色為擁有厚實或是傾斜且出入口較少的牆壁。從第四王朝開始，所有紀念性建築物幾乎都會於內部放置門額和門楣來做裝飾。
此外，古埃及重要建築物的內部和外部牆壁、支柱通常繪有色彩鮮豔的壁畫，或是刻有聖書文和植物圖案。 許多壁畫的主題通常是當時古埃及的象徵，如金龜子和聖甲蟲，或是描述神話故事。其他常見的主題還包括棕櫚葉、紙莎草和蓮花等。 而聖書文方面，大多是用來記錄重大事件、宗教法術和科學技術等。
值得一提的是，不少古埃及神廟與重要天文事件息息相關，像是需要精確測量的冬、夏至和春、秋分等，神廟會在這些時間舉辦祭典儀式。進行測量時可能由法老本人在隆重的場合下進行。

## 外部連結
- （英文）古埃及建築 - Aldokkan （页面存档备份，存于）
- （英文）古埃及之家 （页面存档备份，存于）